# Демченков (хутор)
Демченков — село в Лискинском районе Воронежской области.
Входит в состав Ковалевского сельского поселения.

## География

### Улицы
- ул. Мира

## Население
| 2010 |
| ---- |
| 18   |